# Anigrus nudifrons
Anigrus nudifrons är en insektsart som beskrevs av Ronald Gordon Fennah 1978. Anigrus nudifrons ingår i släktet Anigrus och familjen Meenoplidae. Inga underarter finns listade i Catalogue of Life.